# تونی کلیف
تونی کلیف (به انگلیسی: Tony Cliff) (زاده به نام ییگائل گلاکستین (عبری: יגאל גליקשטיין‎) در ۲۰ مه ۱۹۱۷ - درگذشته ۹ مه ۲۰۰۰) فعال تروتسکیست، نویسندهٔ چپگرا و از رهبران حزب کارگران سوسیالیست در بریتانیا بود. او از منتقدان روسیهٔ استالینیستی بود و آن را نوعی «سرمایه‌داری دولتی بوروکراتیک» می‌دانست.
کتاب‌ها
اعتصابات توده‌ای و انقلاب (بخشی از کتاب «روزا لوکسامبورک»)
خشونت اسرائیل در کجا ریشه دارد؟
انگس
یهودیان، اسرائیل و هولوکاست

## سرگذشت
وی در یک خانواده یهودی معتقد به جنبش صهیونیسم در اسرائیل امروزی که آن زمان بخشی از امپراتوری عثمانی بود متولد شده بود. او در سال ۱۹۴۷ به بریتانیا نقل مکان کرده بود اما هرگز شهروند این کشور نشد و یک فرد بدون تابعیت باقی ماند. او از بنیان‌گذاران گرایش سوسیالیست بین‌المللی و بعداً حزب کارگران سوسیالیست بریتانیا بود تا زمان درگذشتش از رهبران این حزب بود. او به عنوان یک نظریه‌پرداز مارکسیست مؤلف کتاب‌هایی در این حوزه است.